# Diósy Béla
Diósy Béla (Nussbaum) (Nagyvárad, 1863. január 30. – Budapest, 1930. április 19.) zenekritikus, író, újságíró, főiskolai tanár. 

## Élete
Diósy Ignác címfestő és Sonnenfeld Antónia fia. A bécsi egyetemen tanult, ahol jogi doktorátust tett és elvégezte a zenekonzervatóriumot is. Pályáját hírlapcikkekkel és rövidebb elbeszélésekkel kezdte. 1888-tól a Neues Pester Journal színházi és zenekritikusa lett, majd a Politisches Volksblatt munkatársa volt. 1921-től a Pesti Hírlapnál dolgozott. Munkatársa volt hosszú időn át több hazai és külföldi hírlapnak, folyóiratnak és lexikonnak. Több magyar regényt és színdarabot fordított németre. 1896-ban Zichy Géza megbízásából ö tárgyalt Gustav Mahlerrel annak Budapestre való visszatérése érdekében. 1915-től a Nemzeti Zenede, s 1924-től a Zeneművészeti Főiskola tanára volt. Társszerzöje volt a Nemzeti Zenede 1919-es reformtervezetének. Verseket, novellákat és egy vígjátékot is írt. Szerkesztette az Ungarischer Künstler Almanachot. 1927-töl számos folytatásban megjelentek visszaemlékezései a Pesti Hírlapban "Egy öreg kritikus emlékeiböl" címmel.

## Családja
Felesége Diósyné Handel Berta (1869–1927) és lánya, Diósy Edit is operaénekesnő volt. 1893. június 28-án Budapesten, a Dohány utcai zsinagógában kötött házasságot feleségével.

## Művei
- Flugsand (elbeszélések, 1892)[14][15]
- Die Visitkarte (vígjáték, 1909)
- Der billige Roman (Humoreszk, 1909)[16]
- Egy öreg kritikus emlékeiböl (Cikksorozat 1927 és 1929 között) Szemelvények:
  - Bevezető cikk[17]
  - Zichy Géza és Mahler Gusztáv[18][19]
  - Mahler és Brahms[20]
  - Nikisch Artur[21][22]
  - Énekesek[23][24][25]
  - Az Operaház régi büszkeségei és hírességei[26][27][28][29][30]
  - Aki bort, nőt, dalt nem szeret[31][32]
  - Az Operaház vendégművészei[33][34]
  - Az operaház közönsége[35][36][37]
  - Jan Kubelik felfedezése[38]
  - Diósy mint kolduló zenész[39]
  - Olasz opera premierek[40]